# Hohlweg mit begleitendem Gehölzbewuchs am Kirchberg
Der Hohlweg mit begleitendem Gehölzbewuchs am Kirchberg ist ein geschützter Landschaftsbestandteil von knapp 0,5 Hektar Größe im unterfränkischen Landkreis Kitzingen in Bayern. Dieses Gebiet wurde am 15. Dezember 1985 als Schutzgebiet ausgewiesen.

## Geographische Lage
Das Schutzgebiet liegt ausschließlich im Naturpark Steigerwald, der größtenteils dem Mittelgebirge Steigerwald entspricht. Es befindet sich im Gebiet von Geiselwind, einem Markt im unterfränkischen Landkreis Kitzingen. Nördlich befindet sich das Naturdenkmal Rotbuche. Westlich des geschützten Landschaftsbestandteils liegt der 472 Meter hohe Sandberg. Der nächstgelegene Ort ist Ebersbrunn, ein Ortsteil von Geiselwind.

## Zonierung und Schutzstatus
Das im Jahr 1985 ausgewiesene Gebiet ist als geschützter Landschaftsbestandteil definiert und besteht aus einer Teilfläche. Innerhalb des Schutzgebietes befindet sich das Biotop "Hohlweg bei Ebersbrunn" mit der Nummer 6128-0046. Innerhalb dieses Biotops ist der Biotoptyp "Hecken, naturnah" vertreten. Geschützt werden soll der Hohlweg.

## Beschreibung und Artnachweise
Der geschützte Landschaftsbestandteil verläuft größtenteils durch Grünland. Im oberen Abschnitt auf der westlichen Seite gibt es eine Hecke aus Hasel- und Hainbuchenbäumen sowie anderen Pflanzen. Im unteren Bereich des Weges dominieren Robinienbäume und Holundersträucher, was auf eine erhöhte Nährstoffversorgung hinweist. Im Schutzgebiet wurden keine bedeutenden Arten nachgewiesen, die entweder auf der Roten Liste Bayerns oder der Roten Liste Deutschlands verzeichnet sind. Vorzufinden sind dort Hänge-Birke, Rotbuche, Europäische Hasel, Gewöhnlicher Liguster, Stieleiche, Winterlinde und Vogelkirsche.